# Goniophlebium terrestre
Goniophlebium terrestre är en stensöteväxtart som beskrevs av Edwin Bingham Copeland. Goniophlebium terrestre ingår i släktet Goniophlebium och familjen Polypodiaceae. Inga underarter finns listade.